# Gralha-cinza
Gaio-do-pantanal, gralha-do-pantanal ou gralha-cinza (Cyanocorax cyanomelas) é uma espécie de ave passeriforme da família Corvidae nativa da América do Sul.

## Descrição
É um pássaro grande, medindo 37 cm. Seu colorido é um tanto apagado, sendo sobretudo violáceo escuro, com a cabeça e a garganta pretas e cauda de cor violeta mais viva por cima.

## Distribuição e hábitat
A espécie se distribui desde o extremo sudeste do Peru, no norte e no leste da Bolívia, Paraguai, sudoeste de Brasil, norte da Argentina e extremo noroeste do Uruguai (vagante). Seus habitats naturais são as florestas secas subtropicais ou tropicais, as florestas úmidas das terras baixas e as florestas antigas degradadas.

## Comportamento
A gralha-cinza vive em bandos pouco coesos com até 10 indivíduos, que percorrem áreas florestadas e bordas de mata, frequentando também áreas abertas com árvores dispersas; às vezes descem ao solo.
É uma ave inquisidora, que investiga qualquer perturbação em seus domínios, formando grupos que às vezes estão associados a bandos de gralha-picaça. Dão fortes alarmes diante da presença de intrusos, alertando a fauna sobre a presença de humanos ou de outros predadores.

### Vocalização
A gralha-cinza é barulhenta, e emite um “cra, cra, cra” rouco e forte quando está pousada ou durante o voo, que é um tanto pesado.

## Taxonomia
A espécie foi descrita pela primeira vez pelo ornitólogo francês Louis Jean Pierre Vieillot em 1818 sob o nome científico Pica cyanomelas. Posteriormente foi posta no gênero Cyanocorax.
Não são reconhecidas subespécies. Possivelmente forma uma superespécie com a gralha-azul; embora tenha sido sugerido que a gralha-violácea e a gralha-do-campo poderiam ser membros da mesma superespécie.